# Limonella nigra
Limonella nigra är en insektsart som beskrevs av Chiang, Hsu och Knight 1989. Limonella nigra ingår i släktet Limonella och familjen dvärgstritar.
Artens utbredningsområde är Taiwan. Inga underarter finns listade i Catalogue of Life.